# Pierre-Paul de La Grandière
Pierre-Paul Marie Benoît de La Grandière (Redon, 28 giugno 1807 – Quimper, 25 agosto 1876) è stato un militare francese. Fu governatore della colonia di Cocincina dal 16 ottobre 1863 al 4 aprile 1868. Consolidò il controllo francese sul Vietnam e fece di Saigon un importante porto.

## Gioventù (1807–1840)
La famiglia La Grandière è originaria dell'Angiò e ha avuto importanti figure nella marina a partire dal XVIII secolo. Il nonno di Pierre-Paul de La Grandière, Charles Marie de La Grandière (1729-1812), combatté nella guerra d'indipendenza americana e durante i suoi 64 anni di servizio raggiunse il grado di comandante della marina a Brest. Uno dei suoi zii morì sulla Espérance, al comando di Huon de Kermadec, durante la missione di ricerca della spedizione di Lapérouse. Suo padre, Joseph Auguste Marie de La Grandière (1770-1845), emigrato nel 1792 durante la Rivoluzione francese, tornò in marina durante la restaurazione borbonica e terminò la sua carriera come capitano di fregata a Lorient. Sua madre, Anne-Marie Chaillou de l'Étang (1780-1860), apparteneva a un'antica famiglia di magistrati bretoni. I suoi genitori si sposarono a Redon, nel 1802 e Pierre-Paul era il loro terzo figlio.
Nel 1820 La Gandière entrò nella scuola navale di Angoulême e nel maggio del 1823 si imbarcò sul Circé per un viaggio da Brest alla Riunione, alle Antille francesi, a Terranova e poi di nuovo a Brest. Nel 1827, come tenente di vascello sul Trident, partecipò alla battaglia di Navarino, nella quale una flotta dell'Impero Ottomano fu sconfitta da quella della coalizione anglo-franco-russa che lottava per l'indipendenza della Grecia. Nel 1837 servì sotto l'ammiraglio Louis François Jean Leblanc nel blocco francese del Río de la Plata e si distinse nell'attacco all'isola Martín García e nel blocco di Buenos Aires. Esplorò inoltre i fiumi Paraná e Uruguay.

## Capitano (1840–1861)
Nel 1840 La Grandière fu promosso capitano di fregata. Fu nominato membro della commissione per l'equipaggiamento dell'artiglieria e ricoprì diversi comandi nel Levante e poi in Brasile. Nel 1844 fu assegnato alla Fonderia Indret vicino a Nantes. Nel 1846 fu aiutante di campo e capo di stato maggiore dell'ammiraglio Leblanc, che era stato nominato prefetto marittimo di Brest.
Il 20 luglio 1847 sposò Marie-Augustine Marc'hallac'h (1823-1868), dalla quale ebbe tre figli: Augustin-Félix-Marie (1849-1918), Mélanie Mathilde (1857-1913) e Félix Palamède Pierre Marie (1859-1923).
Nel 1849 La Grandière comandò il Méléagre, al largo di Terranova, e nello stesso anno fu promosso capitano di vascello. Durante la guerra di Crimea gli fu affidato il comando della corvetta Eurydice. Fu accusato di codardia per non aver portato l'Eurydice ad assistere il Forte nell'ingaggio delle batterie costiere russe, il 31 agosto 1855. La Grandière respinse violentemente questa insinuazione. Partecipò alle spedizioni contro i russi in Kamchatka, a Sitka e nel mare di Ochotsk, durante le quali si distinse anche se le operazioni non ebbero successo. Tornato in Francia nel 1856, entrò a far parte del Dipartimento delle Mappe e dei Piani, a Parigi, e fu poi per breve tempo responsabile della Commissione d'esame di meccanica.
Nel 1859 assunse il comando del Breslaw, in servizio nel Mare Adriatico durante la campagna d'Italia. Nell'ottobre 1860 La Grandière era a capo della Stazione di Siria.

## Ammiraglio (1861–1876)

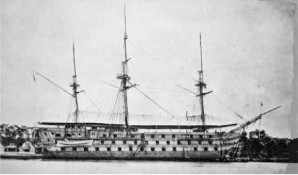
La nave Duperré

L'Indocina francese

La Grandière fu promosso contrammiraglio il 24 dicembre 1861 e nel 1862 divenne maggiore generale a Cherbourg e poi a Brest.
Con il trattato di Saigon del 5 giugno 1862 Tự Đức, l'imperatore del Vietnam della dinastia Nguyễn, cedette il controllo di Saigon e delle province di Biên Hòa, Gia Định e Định Tường ai francesi, che organizzarono questi territori come colonia di Cocincina. L'imperatore diede inoltre ai francesi il controllo del commercio e delle relazioni estere e accettò consiglieri francesi, diventando di fatto un sovrano fantoccio. Con il trattato di Hué del 14 aprile 1863 l'ammiraglio Louis Adolphe Bonard fece in modo che fosse confermato il trattato di Saigon del 1862 e che il Tonchino divennisse un protettorato francese.
Il 1º maggio 1863 Prosper de Chasseloup-Laubat, ministro della Marina e delle Colonie, nominò La Grandière governatore generale della Cocincina (carica nella quale successe a Louis Adolphe Bonard) e comandante in capo delle forze navali francesi in Estremo Oriente, con la Duperré come nave ammiraglia. La Grandière si dimostrò un capace amministratore ed economista. Sviluppò il porto di Saigon con un bacino di riallestimento di 72 metri, un pontile galleggiante di 92 metri e varie altre strutture per renderlo un importante sito di ancoraggio e riparazione delle navi. In un primo momento vietò l'esportazione di riso per garantire l'approvvigionamento alla popolazione locale e per migliorare la produzione, in modo da poter riprendere l'esportazione. Sviluppò le amministrazioni francesi e indigene, creò più scuole, reclutò e addestrò truppe indocinesi e abolì le punizioni corporali. Sostenne Ernest Doudart de Lagrée e Francis Garnier nella loro spedizione sul Mekong.
L'11 agosto 1863 La Grandière firmò con il re Norodom il trattato d'Oudong, che assicurava alla Cambogia la protezione francese contro il Siam e l'Annam. Visitò Siem Reap e le rovine di Angkor Wat, allora in territorio siamese, ma da lui considerato come se fosse parte della Cambogia. La Grandière fu promosso viceammiraglio nel settembre 1865. Supervisionò la campagna francese contro la Corea del 1866, condotta dal contrammiraglio Roze in seguito al massacro di alcuni cattolici francesi da parte del reggente del regno di Corea. La Grandière temeva che le province vietnamite a ovest della Cocincina potessero diventare un punto critico per la colonia francese e organizzò una spedizione che tra il 20 ed il 24 giugno 1867 occupò Vĩnh Long, Sa Đéc, Châu Dôc e Hà Tiên. Phan Thanh Giản, ex inviato di Tự Đức a Parigi e ora governatore di queste province, disse ai mandarini di evitare lo spargimento di sangue e di sottomettersi, quindi si suicidò. I francesi controllavano ora l'intero Vietnam meridionale. Le tre province occupate da La Grandière furono incorporate nella Cocincina con il trattato di Saigon del marzo 1874.
Nel 1866 La Grandière avviò la collezione di manufatti provenienti dagli antichi siti Khmer e Chàm, ma il materiale raccolto dovette essere immagazzinato in attesa che si rendesse disponibile un edificio adatto per la sua esposizione. Nominò Achille-Antoine Hermitte capo del suo dipartimento di architettura, come raccomandato dagli ammiragli Pierre-Gustave Roze e Gustave Ohier. La sua priorità era quella di progettare un nuovo palazzo del governatore, poiché l'edificio in legno esistente era ormai in rovina. La Grandière pose la prima pietra del nuovo edificio il 23 marzo 1868: si trattava di un blocco di granito blu di Biên Hòa contenente un forziere di piombo che a sua volta conteneva monete d'oro, d'argento e di rame appena coniate. Nel 1868 diede ordini precisi per la raccolta e la classificazione dei documenti che furono all'origine degli archivi francesi in Indocina. Assunse l'ingegnere minerario M. A. Petiton come ingegnere capo del Servizio miniere della Cocincina, affidadogli il compito di intraprendere studi geologici e minerari in tutta l'Indocina. Petiton arrivò in Indocina nell'ottobre 1868, quando La Grandière aveva già lasciato Saigon.

La Grandière scrisse:
La Grandière tornò in Francia nell'aprile del 1868. Nel 1870 fu nominato prefetto marittimo di Tolone. Ritiratosi nel Finistère, morì a Quimper il 25 agosto 1876.

## Onorificenze
- Grand'ufficiale della Legion d'onore[16]
- Gran Cordone dell'Ordine reale della Cambogia[16]
- Cavaliere di Gran Cordone dell'Ordine dell'Elefante Bianco[16]
- Ufficiale dell'Ordine delle Palme accademiche[16]
- Medaglia di Crimea[16]
- Medaglia commemorativa della campagna d'Italia[16]
- Commendatore dell'Ordine Piano[16]
- Commendatore dell'Ordine di Mejīdiyye[16]
- Ufficiale dell'Ordine del Salvatore[17]
- Commendatore con placca dell'Ordine canonicale regolare del Santo Sepolcro[16]

## Intitolazioni
Quattro navi della Marina francese hanno avuto il nome La Grandière:
- una cannoniera varata nel 1893
- una cannoniera varata nel 1921 a Brest e smantellata nel 1937 a Saigon
- un avviso classe Bougainville varato nel 1939, in servizio fino al 1959
- una nave da trasporto leggero classe Champlain varato nel 1985, in servizio fino al 2016.